# بردا دی پیاوه
بردا دی پیاوه (به ایتالیایی: Breda di Piave) یک کومونه در ایتالیا است که در استان ترویزو واقع شده‌است.

## خصوصیات
بردا دی پیاوه ۲۵٫۶۰ کیلومترمربع مساحت و ۷٬۸۴۰ نفر جمعیت دارد و ۲۳ متر بالاتر از سطح دریا واقع شده‌است.